# Tevita Waranaivalu
Tevita Waranaivalu (16 de setembro de 1995) é um futebolista fijiano que atua como meia-atacante, atualmente defende o Rewa F.C..

## Carreira
Tevita Waranaivalu ele fez parte do elenco da Seleção Fijiana de Futebol nas Olimpíadas de 2016.